# Сильвестри, Алан
А́лан Э́нтони Сильве́стри (англ. Alan Anthony Silvestri; род. 26 марта 1950, Нью-Йорк, Нью-Йорк, США) — американский композитор, автор музыки для фильмов и сериалов. Двукратный номинант на премии «Оскар» и «Золотой глобус», обладатель премий «Эмми» и «Грэмми».

## Ранние годы
Сильвестри родился 26 марта 1950 года в Нью-Йорке. Рос в нескольких милях к западу от Нью-Йорка в Тинеке, штат Нью-Джерси. Его отец — сын итальянского иммигранта, а мать была из семьи ирландских иммигрантов. С раннего детства интересовался музыкой. В 3 года уже начал играть на барабанах. Во время обучения в Тинекенской школе был членом оркестра школы и научился играть на фаготе, кларнете, саксофоне и деревянных духовых инструментах. Кроме того, Алан очень сильно любил бейсбол.
В возрасте 14 лет купил гитару за 15 долларов и начал учиться на ней играть. В 15 лет он серьёзно задумался о том, чтобы сделать создание музыки своей профессией. При этом он не думал о написании музыки для фильмов, а скорее видел себя джазовым исполнителем, так как очень любил джаз, а особенно джазового гитариста Уэса Монтгомери. В 1967 году Сильвестри основал свой первый джазовый ансамбль «Трио южных ветров» (англ. The South Winds Trio), где он играл на гитаре, Глен Голлбин (англ. Glen Gollobin) — на флейте, а Кен Петретти (англ. Ken Petretti) — на барабанах.
После того, как в 1968 году Сильвестри окончил школу, он поступил в Музыкальный колледж Беркли в Бостоне на отделение джаза. В Беркли он пробыл меньше двух лет, так как хотел сам писать музыку. В 1970 году он переехал в Лас-Вегас и выступал как 20-летний гитарист блюзовой группы «Уэйн Кокран и С. С. Райдерс» (англ. Wayne Cochran and the C.C. Riders). Но, несмотря на это, не забросил учёбу, а продолжал учиться. Следующую историю рассказал играющий на тромбоне Майк Кац:
Когда представители Уэйн Кокрана связались с колледжем Беркли и сообщили, что им нужен гитарист, Алан сидел в классе. Кто-то вошел и спросил: «Кто хочет отправиться в турне?» Алан ответил: «Я поеду!» и действительно поехал. Он гастролировал с нами около года, и показал себя превосходным гитаристом.

## Карьера
После короткой поездки назад в Бостон Сильвестри возвратился в Лас-Вегас и стал гитаристом и аранжировщиком в одной музыкальной группе. В определённый момент ими заинтересовался некий человек[уточнить] и предложил заключить договор на студийную запись. Для подписания контракта они должны были поехать в Финикс. После подписания они узнали, что реальная зарплата очень низкая. Поскольку, по условию контракта, музыканты были связаны со студией на всю оставшуюся жизнь, они решили отыскать этого мошенника в его городе и поехали в Лос-Анджелес. Музыканты были в состоянии выкупить поддельный контракт, но, приехав в Лос-Анджелес, они оказались в трудном положении: в этом городе они никого не знали, да к тому же у них почти не было денег. Сильвестри встретил своего друга, который познакомил его с Бредфордом Крегом. Бредфорд предложил Сильвестри писать музыку для фильмов и познакомил с продюсером фильма «Шайка доберманов». На свои последние деньги он купил пособия для написания музыки и приступил к работе. Сильвестри дали две недели, и за это время он написал более 60 минут музыки. Фильм оказался провальным, поэтому после этого Сильвестри приглашали только в малобюджетные фильмы. Однако это был его первый опыт в музыке для кино.
В 1976 году Сильвестри начал учиться играть на фортепиано. Через год режиссёр Пол Майкл Глейсер предложил ему написать музыку для сериала «Старски и Хатч». После того, как он написал музыку для нескольких эпизодов, компания Metro-Goldwyn-Mayer предложила ему написать музыку для сериала «Калифорнийский дорожный патруль». Сильвестри согласился, и начал писать музыку со второго сезона (1978). За время показа сериала он написал более 120 часов музыки.
«Калифорнийский дорожный патруль» стал поворотным сериалом в его жизни. Он приобрёл огромный опыт в музыке кино. Параллельно он также работал как гитарист и аранжировщик с Джимми Смитом, Mystique и Scherrie & Susaye. Давняя любовь Сильвестри к гитаре постепенно исчезала, с момента, когда он начал сочинять музыку к фильмам. В 1983 году «Калифорнийский дорожный патруль» был внезапно отменен. С помощью связей композитора Марка Сноу он попытался сочинять музыку для полицейского сериала «Ти Джей Хукер», но продюсеры не были удовлетворены, и Сильвестри не был нанят.
В 1983 году Сильвестри познакомился с Робертом Земекисом, который попросил написать всего три минуты музыки к фильму «Роман с камнем» для момента, когда героиня Кэтлин Тёрнер бежит по джунглям. Сильвестри как раз начал оборудовать у себя дома музыкальную студию, но у него ещё было мало оборудования. Вскоре Майкл Дуглас (который также был продюсером) предложил ему контракт. Впоследствии Земекис приглашал Сильвестри практически на все свои фильмы. Также во время съемок он познакомился с дирижёром Джеймсом Кэмпболом, с которым потом вместе работал до 1991 года. В 1985 году Земекис познакомил Сильвестри со Стивеном Спилбергом, который был очень впечатлен работой молодого композитора и потому решил нанять его на постоянное место.
Вместе Сильвестри и Земекис создали такие фильмы как трилогию «Назад в будущее», «Форрест Гамп», «Изгой», «Контакт» и многие другие. При этом они стали друзьями.
Самой крупной работой для Сильвестри была музыка к киноленте «Форрест Гамп». Он смог доказать, что также легко может написать «более тяжелую», драматичную, эмоциональную музыку. За музыку в этом фильме, он был номинирован на «Оскара», «Грэмми» и «Золотой глобус».
В 1995 году Сильвестри вручили премию «Richard Kirk Award» от музыкальной радиостанции BMI за выдающиеся достижения в музыке, а также сделали его почетным членом музыкального колледжа Берклии, в котором он учился.
Сотрудничал с некоторыми певцами, группами и музыкантами такими как Стинг, Эрик Клэптоп, Энни Леннокс, Боб Диллан, Брайан Адамс, Дэвид Бирн, Дэвид Боуи, группами Aerosmith, Queen, Dire Straits и т. д..

## Личная жизнь
В 1978 году Сильвестри женился на Сандре. В 1970-х годах она была моделью, но оставила работу вскоре после того, как они поженились. Они живут в небольшом городке Кармел-бай-те-Си на севере Калифорнии со своими тремя детьми Александрой, Джоем и Джеймсом. Им принадлежит ранчо с большим количеством рогатого скота, лошадей и других животных. Сильвестри любит работать на своем ранчо и объезжать его на тракторе. Также у него есть большой виноградник, где он хочет производить вино для продажи, они называются виноградниками Сильвестри («Silvestri Vineyards»).
У их сына Джоя сахарный диабет первого типа. Он был на краю комы, когда ему было два года. Поиск лекарства для хронической болезни их сына является главной целью в жизни Алана и Сандры. Они тратят много времени и денег на это. Они являлись сопредседателями Детского Конгресса, «Фонда исследования детского диабета» в 1999 году. Кроме этого, Сандра также является членом международного совета этого фонда.
Сильвестри любит летать. У него есть частная лицензия и свой самолёт. Когда он отправляется на встречи, то сам пилотирует самолёт.

## Фильмография
- Шайка доберманов (1972)
- Леди из Лас-Вегаса (1975)
- Старски и Хатч (1975—1979)
- Отважные доберманы (1976)
- Калифорнийский дорожный патруль (1977—1983)
- Пятый этаж (1978)
- Роман с камнем (1984)
- Фанданго (1985)
- Кошачий глаз (1985)
- Назад в будущее (1985)
- Лето напрокат (1985)
- Племя пещерного медведя (1986)
- Отряд «Дельта» (1986)
- Американский гимн (1986)
- Полёт навигатора (1986)
- Никакой пощады (1986)
- Критическое состояние (1987)
- Бешеные деньги (1987)
- Хищник (1987)
- За бортом (1987)
- Кто подставил кролика Роджера (1988)
- Мак и я (1988)
- Моя мачеха — инопланетянка (1988)
- Она неуправляема (1989)
- Байки из склепа (1989—1996)
- Бездна (1989)
- Назад в будущее 2 (1989)
- Трущобы (1990)
- Назад в будущее 3 (1990)
- Молодые стрелки 2 (1990)
- Хищник 2 (1990)
- Большая пена (1991)
- Он сведёт меня с ума (1991)
- Вдребезги (1991)
- Рикошет (1991)
- Отец невесты (1991)
- Истории о сильных людях (1991)
- Стой! А то мама будет стрелять (1992)
- Долина папоротников: Последний тропический лес (1992)
- Смерть ей к лицу (1992)
- Телохранитель (1992)
- Боковые удары (1992)
- Полицейский с половиной (1993)
- Супербратья Марио (1993)
- Ночь страшного суда (1993)
- Старые ворчуны (1993)
- Девственно чистая память (1994)
- Форрест Гамп (1994)
- Подрывники (1994)
- Богатенький Ричи (1994)
- Быстрый и мёртвый (1995)
- Семья Перес (1995)
- Судья Дредд (1995)
- Чем заняться мертвецу в Денвере (1995)
- Отец невесты 2 (1995)
- Старые ворчуны разбушевались (1995)
- Сержант Билко (1996)
- Стиратель (1996)
- Долгий поцелуй на ночь (1996)
- Поспешишь, людей насмешишь (1997)
- Вулкан (1997)
- Контакт (1997)
- Мышиная охота (1997)
- Странная парочка 2 (1998)
- Ловушка для родителей (1998)
- Святоша (1998)
- Практическая магия (1998)
- Зигфрид и Рой: Волшебная коробка (1999)
- Стюарт Литтл (1999)
- Азартные игры (2000)
- Что скрывает ложь (2000)
- Изгой (2000)
- Чего хотят женщины (2000)
- Мексиканец (2001)
- Мумия возвращается (2001)
- Интуиция (2001)
- Шоу начинается (2002)
- Лило и Стич (2002)
- Стюарт Литтл 2 (2002)
- Госпожа горничная (2002)
- Стюарт Литтл (сериал) (2003)
- Идентификация (2003)
- Лара Крофт Расхитительница гробниц: Колыбель жизни (2003)
- Два солдата (2003)
- Полярный экспресс (2004)
- Ван Хельсинг (2004)
- Большое путешествие (2006)
- Ночь в музее (2006)
- Беовульф (2007)
- Ночь в музее 2 (2009)
- Бросок кобры (2009)
- Рождественская история (2009)
- Команда А (2010)
- Первый мститель (2011)
- Мстители (2012)
- Экипаж (2012)
- Семейка Крудс (2013)
- РЭД 2 (2013)
- Космос: Пространство и время (2014, документальный телесериал)
- Прогулка (2015)
- Союзники (2016)
- Первому игроку приготовиться (2018)
- Мстители: Война бесконечности (2018)
- Мстители: Финал (2019)

## Дискография

### Саундтреки
Было выпущено большое количество саундтреков к фильмам с музыкой Алана Сильвестри. Так же были выпущены отдельные диски:
- 1994 — Selected Themes
- 1995 — Voyages: The Film Music Journeys Of Alan Silvestri
- 1997 — Selected Themes: The Special Edition
- 1998 — Selected Themes (2nd edition)
- 1999 — The Back to the Future Trilogy
- 2001 — Cast Away: The Zemeckis / Silvestri collection
- 2007 — Música de Cine 2 (concert in Madrid)

### Альбомы
- 1977 — Sit on It! — Джимми Смит — автор, гитарист, аранжировщик
- 1977 — Mystique featuring Ralph Johnson — аранжировщик
- 1979 — Partners — Scherrie & Susaye — гитарист, аранжировщик
- 1995 — Move to Groove: The Best of 1970s Jazz-Funk — автор, гитарист, аранжировщик
- 1997 — The Big Picture — аранжировщик
- 1999 — Ultimate Collection — Деннис Деянг (rock) — аранжировщик, продюсер
- 2000 — Mystique (релиз альбома 1977 года) — аранжировщик

Кроме того, существует много невыпущенной музыки, которая распространяется бесплатно среди небольшой группы людей. Однако некоторые, в частности веб-мастер официального сайта Сильвестри, недовольны этим, так как считают, что всю его музыку следует выпустить официально.

## Награды и номинации[9]
| Год  | Премия         | Категория                                                      | Фильм или сериал                | Результат |
| ---- | -------------- | -------------------------------------------------------------- | ------------------------------- | --------- |
| 1986 | Грэмми         | Лучший альбом, являющийся саундтреком к фильму или телевидению | «Назад в будущее»               | Номинация |
| 1986 | Сатурн         | Лучшая музыка                                                  | «Назад в будущее»               | Номинация |
| 1988 | Сатурн         | Лучшая музыка                                                  | «Хищник»                        | Победа    |
| 1989 | Грэмми         | Лучший альбом, являющийся саундтреком к фильму или телевидению | «Кто подставил кролика Роджера» | Номинация |
| 1990 | Сатурн         | Лучшая музыка                                                  | «Кто подставил кролика Роджера» | Номинация |
| 1991 | Сатурн         | Лучшая музыка                                                  | «Бездна»                        | Номинация |
| 1991 | Сатурн         | Лучшая музыка                                                  | «Назад в будущее 3»             | Победа    |
| 1993 | Сатурн         | Лучшая музыка                                                  | «Смерть ей к лицу»              | Номинация |
| 1995 | Оскар          | Лучшая музыка                                                  | «Форрест Гамп»                  | Номинация |
| 1995 | Сатурн         | Лучшая музыка                                                  | «Форрест Гамп»                  | Номинация |
| 1995 | Золотой глобус | Лучшая музыка                                                  | «Форрест Гамп»                  | Номинация |
| 1998 | Сатурн         | Лучшая музыка                                                  | «Контакт»                       | Номинация |
| 2005 | Оскар          | Лучшая песня.                                                  | «Полярный экспресс»             | Номинация |
| 2005 | Золотой глобус | Лучшая песня                                                   | «Полярный экспресс»             | Номинация |
| 2005 | Сатурн         | Лучшая музыка                                                  | «Ван Хельсинг»                  | Номинация |
| 2005 | Сатурн         | Лучшая музыка                                                  | «Ван Хельсинг»                  | Победа    |
| 2005 | Грэмми         | Лучшая песня, написанная для кино или телевидения              | «Полярный экспресс»             | Победа    |